# زبابة قوقازية قزمة
زبابة قوقازية قزمة (الاسم العلمي: Sorex volnuchini) (بالإنجليزية: Caucasian Pygmy Shrew)‏ هي نوع من الحيوانات تتبع جنس الزبابة من فصيلة الزبابات.